# 大国寺 (丹波篠山市)
大国寺（だいこくじ、大國寺）は 兵庫県丹波篠山市にある天台宗の寺院である。重要文化財指定の本堂や仏像を有し、「丹波の正倉院」と呼ばれる。

## 歴史
伝承によれば、大化年間（645年 - 650年）に、法道仙人（空鉢仙人とも呼ばれる）が国家安泰を祈願し、自ら作った薬師如来を安置し、開創したという。法道はインドから飛来したという伝説上の人物で、播磨・丹波地方には法道開基伝承をもつ寺院が多数存在する。
天暦の頃（947年 - 956年）に、兵火で焼失したが、正和年間（1312年 - 1317年）に、花園天皇の帰依により再興。安泰山大国寺の称号を賜るという。豊臣秀吉や、代々の篠山城主の崇敬を受けた。

## 伽藍
本堂
入母屋造、銅板葺き。桁行5間、梁間4間（「間」は長さの単位ではなく柱間の数を意味する建築用語）。室町時代中期の建立と推定される。この堂は内部構造や建築様式に特色がある。堂内は桁行1間、梁間2間を身舎（もや）とし、計6本の身舎柱が立つが、これらの柱は側柱（かわばしら、堂の外周部の柱）の柱筋とずれた位置に立っており、内外の柱筋が一致していない。身舎の桁行1間は側柱の桁行3間分の長さがある。身舎の最前列の2本の柱の間には大虹梁（だいこうりょう）を渡し、柱に差し込んだ挿肘木（さしひじき）でこれを支える。その奥の柱間には格子戸と菱欄間からなる結界を設け、仏壇はそのさらに奥、背面の廂（ひさし）部分に設ける。天井は身舎部分を棹縁（さおぶち）天井、その周囲を垂木を見せた化粧屋根裏とする。正面では前述の大虹梁を身舎桁とし、これに垂木を乗せ掛けている。身舎全体が背面寄りにずれて造られているため、背面では隅木が柱上に乗らず、身舎桁の途中で支えている。以上のような平面構成や構造は他に類例の少ないものである。様式的には、外部は和様が基調で、軒を一軒疎垂木（ひとのきまばらたるき）とし、組物は堂の四隅にのみ舟肘木を用いる簡素なつくりとする。正面の中央3間は現状では桟唐戸（さんからど）とするが、もとは和様の板戸であったと推定される。一方、内部は身舎柱に粽（ちまき）をつくる点、結界の上部を出三斗（でみつと）の詰組とする点などには禅宗様、挿肘木を用いる点には大仏様の要素がみられる。
- 鐘楼：
- 境内：春には桜、石楠花、夏には槿、秋には燃えるような紅葉と紅白の山茶花が彩り、四季を通じて花が楽しめる。

## 文化財
重要文化財（国指定）
- 木造大日如来坐像（本尊）・木造大日如来坐像・木造阿弥陀如来坐像 - 以上3躯一括で1922年（大正11年）に国の重要文化財に指定。平安時代の作。
- 木造持国天立像・増長天立像 - 平安時代の作。1922年（大正11年）に国の重要文化財に指定。
- 本堂 - 解説は前出。1961年（昭和36年）に国の重要文化財に指定。

## 他
- 兵庫県観光百選
- 新丹波七福神大黒天霊場[3]
- 寺の空間を使用：TV、CM、広告等の撮影、各種イベント、ジャズ・クラシックコンサートなど

## 関連
- 丹波篠山市名所旧跡：大国寺

## 交通アクセス
- JR西日本福知山線篠山口駅から車約5分
- 舞鶴若狭自動車道丹南篠山口ICから約5分

## 所在地
- 兵庫県丹波篠山市味間奥162
- 地図